# Alexander Pruß
Alexander Pruß (* 1965 in Nürnberg) ist ein deutscher Vorderasiatischer Archäologe.

## Leben
Von 1984 bis 1991 studierte er vorderasiatische Archäologie (Hauptfach) und altorientalische Philologie sowie Vor- und Frühgeschichte (Nebenfächer) an der Universität des Saarlandes. Thema der Magisterarbeit: Zur Chronologie des Gräberfeldes von Tli (Betreuer Winfried Orthmann). Von 1991 bis 1996 absolvierte er ein Promotionsstudium der Vorderasiatischen Archäologie in Saarbrücken, Tübingen und Halle an der Saale. Promotion in Halle mit einer Dissertation zum Thema: Die Amuq-Terrakotten. Untersuchungen zu den Terrakotta-Figuren des 2. und 1. Jahrtausends v. Chr. aus den Grabungen des Oriental Institute Chicago in der Amuq-Ebene (Betreuer Winfried Orthmann). Wissenschaftlicher Mitarbeiter war er an den Universitäten Saarbrücken, Halle-Wittenberg und München im Rahmen von DFG-Forschungsprojekten zu Grabungsprojekten in Halawa, Tell A, Tell Chuera und Tell Beydar (alle Syrien). Er war Lehrbeauftragter für Vorderasiatische Archäologie an den Universitäten Frankfurt am Main, Bonn und Jena. Nach der Habilitation 2012 im Fach Vorderasiatische Archäologie an der philosophisch-historischen Fakultät der Universität Bern vertrat er die vakante Professur für Vorderasiatische Archäologie an der LMU München im Sommersemester 2013. Ab Sommersemester 2015 lehrt er als Professor für Vorderasiatische Archäologie an der Johannes Gutenberg-Universität Mainz (zunächst in Vertretung).
Seine Forschungsschwerpunkte sind Chronologie und Periodisierung Mesopotamiens und Syriens im 3. und 2. Jt., Keramik des 3. Jt. in Obermesopotamien und Syrien, Terrakotten und Tonplastik im Alten Orient und Entwicklung der Wagennutzung im Alten Orient.

## Schriften (Auswahl)
- mit Jan-Waalke Meyer: Die Kleinfunde von Tell Halawa A. Saarbrücken 1994, ISBN 3-925036-79-2.
- Die Amuq-Terrakotten. Untersuchungen zu den Terrakotta-Figuren des 2. und 1. Jahrtausends v. Chr. aus den Grabungen des Oriental Institute Chicago in der Amuq-Ebene. Turnhout 2010, ISBN 978-2-503-53527-2.